# 摩理臣山

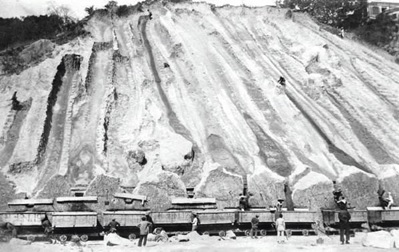
摩理臣山的石礦場（大約1922年）

摩理臣山（英語：Morrison Hill，又譯作摩利臣山，本土名鵝頸山）是香港一座已被夷平的小山丘，位於香港島愛群道一帶。
摩理臣山的名字取自19世紀來華傳道的馬禮遜牧師。摩理臣山曾經是一個石礦場，該地在灣仔填海之前處於海旁。

## 歷史

### 開埠之初

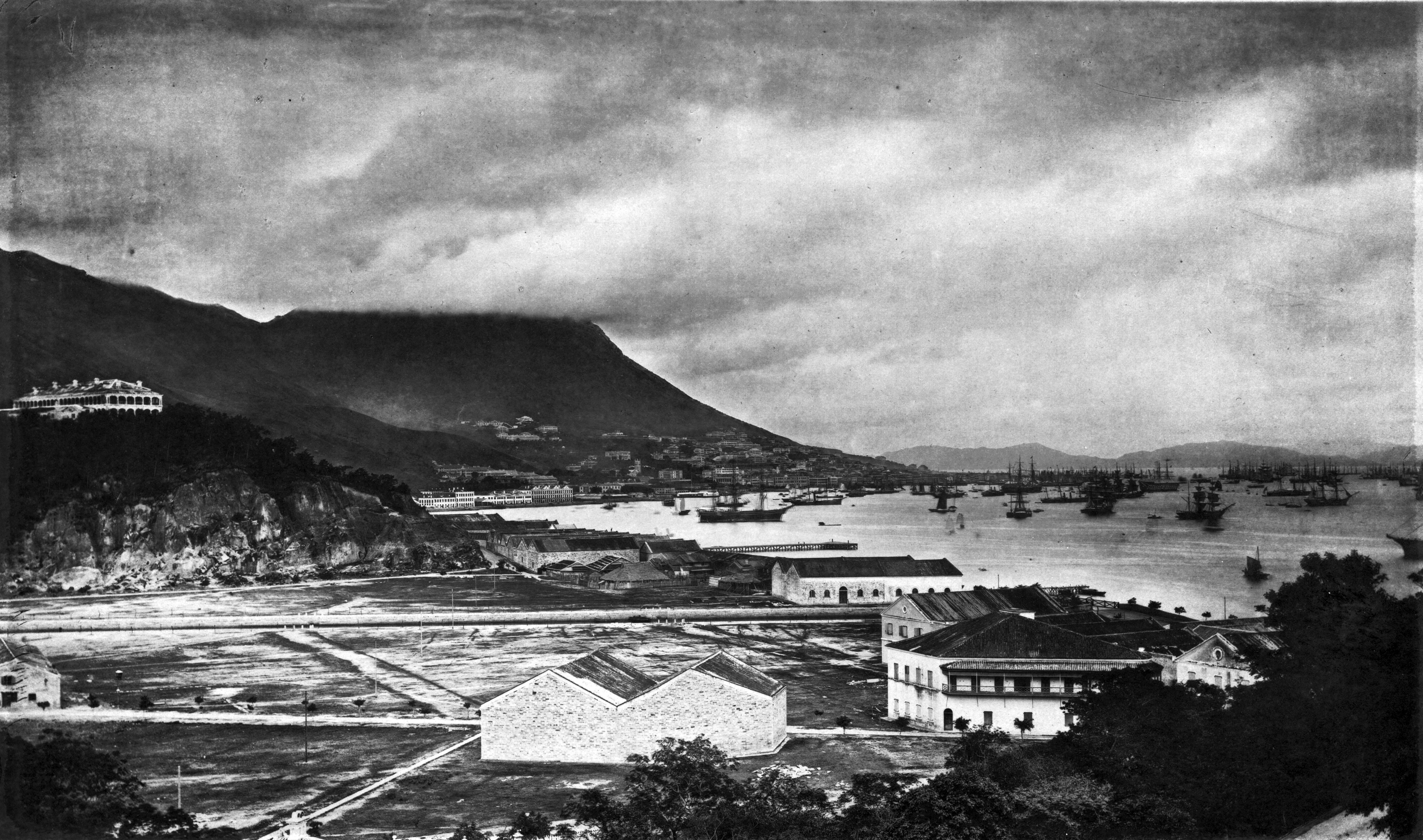
寶靈頓運河一帶，近河道的後左方山丘為摩理臣山（約1871年）

1842年，中英簽訂《南京條約》，條約內容包括清廷割讓香港島予英國。開埠之初，到香港的傳教士認定這是個傳教大好機會，當時，倫敦教會在1842年2月通過決議，並致電當時香港的英國代表砵甸乍（後來1843年成為第一任港督），向他要一塊土地用作建造教堂和學校。結果，教會在當時的摩利臣山興建了馬禮遜學堂 ，是香港最早的西式學校，也是第一間英國人的教會學校。該校於1842年11月在今灣仔摩利臣山山頂建成。馬禮遜學校只辦了6年於1849年關閉，原因是摩利臣山含有石礦及政府發展交通網需要，數十年後該山經已夷平。

### 夷平發展

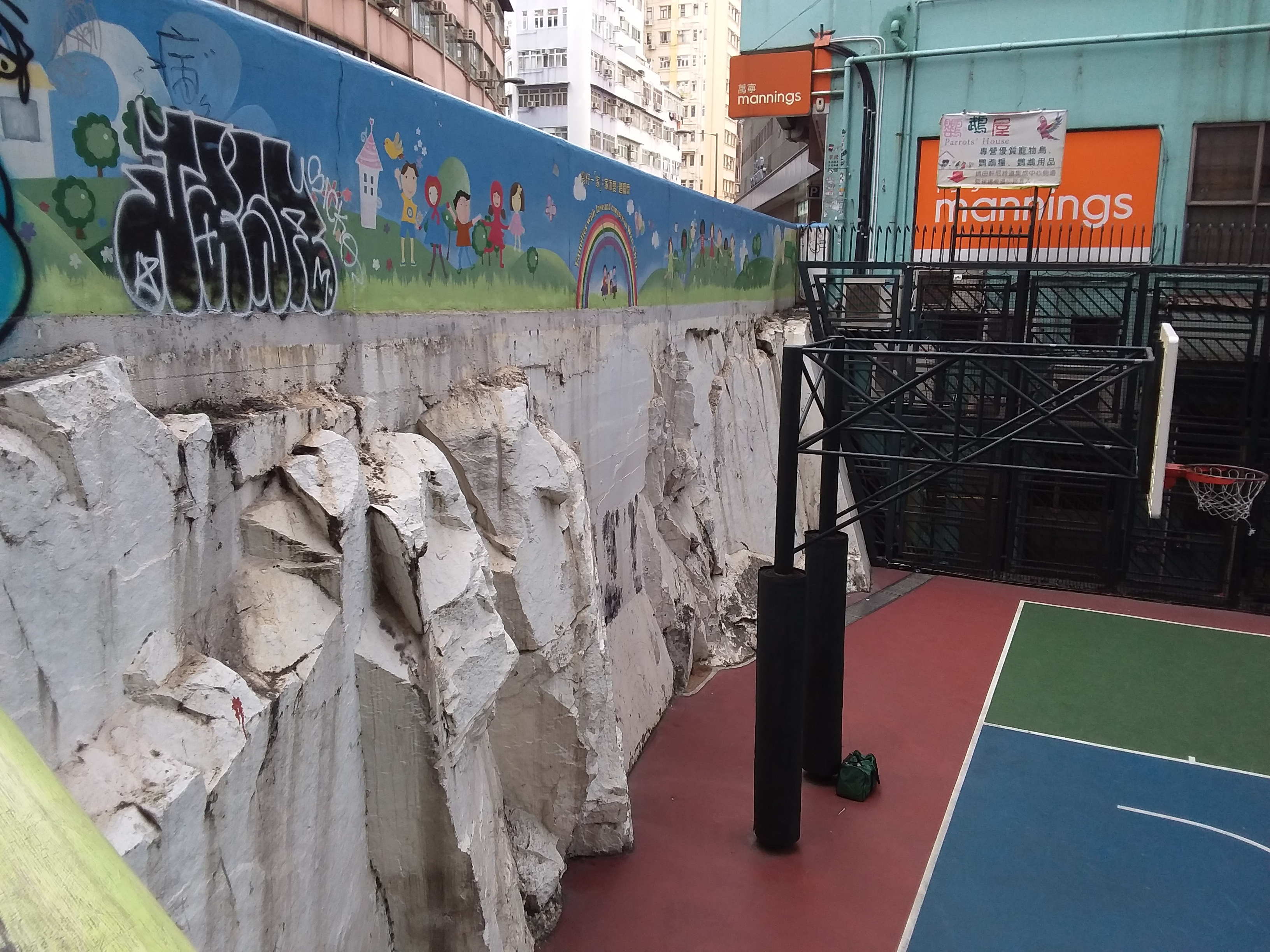
摩理臣山被夷平後僅存的石牆，現位於軒尼詩道遊樂場內

石礦開採完畢後，摩理臣山亦被夷平。現在香港專業教育學院摩理臣山分校和愛群閣至今仍有一角石牆為紀念。就現時的街道分佈來看，摩理臣山游泳池就是原摩理臣山的中心點，而圍繞著摩理臣山的有愛群道、幾所中學、醫院和伊利莎伯體育館。摩理臣山東面則有摩理臣山道。
香港人口統計中摩理臣山代表灣仔摩理臣山周邊一帶。

## 外部連結
- 香港掌故【街道名稱的由來】（页面存档备份，存于）